# Кленовый бульвар (станция метро, Бирюлёвская линия)
«Клено́вый бульва́р» — строящаяся станция Бирюлевской линии Московского метрополитена. Расположена в ЮАО, на южном конце Кленового бульвара, с пересечением на улицу Новинки. Будет сопряжена пересадкой со станцией «Кленовый бульвар» на БКЛ. В генплане Москвы (от 2016 года) до 2035 года открытие запланировано на 2027 год.

## История
10 августа 2022 года мэр Москвы Сергей Собянин утвердил название станции «Кленовый бульвар».